# Inventaire permanent
L’inventaire permanent est une méthode de suivi des stocks dans laquelle les produits achetés ou fabriqués sont portés dans le compte de stock au moment de leur acquisition ou production. Leurs sorties pour être utilisés dans la production ou pour être vendus constituent des charges de l'exercice et sont portées, de ce fait, dans l'état de résultat. 
La comptabilisation des flux d'entrée et de sortie des stocks par la méthode d'inventaire permanent est plus appropriée dans la mesure où elle permet d'établir une correspondance directe entre les coûts des stocks vendus et les revenus y afférents. Elle permet également un suivi comptable des stocks et favorise l'arrêté rapide des situations comptables périodiques.